# Oldřich Černý
Oldřich Černý, né le 17 juin 1947, est un écrivain, traducteur de films et dissident tchèque. Personnalité politique de l'ombre pendant la Guerre froide, il participa au mouvement à l'émancipation de la Tchécoslovaquie face à l'URSS.

## Biographie
Mince, les cheveux blond-roux. Il était écrivain, traducteur de films et dissident contre le communisme. Pendant les années soixante, adolescent, il était déjà un partisan de Václav Havel. Celui-ci était son modèle. Il est raconté que, ayant pris son courage à deux mains, il rentra dans un théâtre pragois, aborda l'auteur dramatique de théâtre et l'invita à prendre un café. Vingt ans plus tard, Oldrich suivait Havel en vue de fomenter une révolution. Ils attendaient cela depuis longtemps.
En 1977, Havel rédigea cette fameuse « charte 77 », après la répression du Printemps de Prague par les soviétiques en 1968. Havel fut emprisonné à cause de cela. Parallèlement, à la fin des années 1970 et le début des années 1980, Černý a été frappé d'ostracisme à cause de son refus de devenir un informateur puis un agent de services secrets tchécoslovaques.
Depuis 15 janvier 1993 il était le président de Úřad pro zahraniční styky a informace, un service de renseignements tchèque. Il a démissionné le 30 août 1998.www.specialista.info